# Râul Valea Adâncă, Nicolina
Râul Valea Adâncă  este un curs de apă, afluent al râului Nicolina. Râul Valea Adâncă traversează satul Valea Adâncă, pe care îl desparte în 2 subpărți, una fiind cunoscută drept  „Valea Adâncă Veche“, iar cealaltă „Valea Adânca Nouă“. În apropiere de intrarea  în orașul Iași,  râul a fost barat, formând un iaz cunoscut sub denumirea de Iazul CUG 2,  numit și Valea Adâncă. După ieșirea din lac, râul Valea Adâncă este canalizat subteran, curgând spre est pentru a se vărsa în râul Nicolina.